# ᶗ
ᶗ, appelé O ouvert crochet rétroflexe souscrit (Ɔ) ou O ouvert hameçon rétroflexe souscrit (Ɔ), est une lettre latine utilisée auparavant dans l'alphabet phonétique international, rendu obsolète en 1976. En 1989, le symbole est changé par ɔ˞, tout comme les autres voyelles avec crochet rétroflexe.

## Représentations informatiques
Le O ouvert crochet rétroflexe souscrit peut être représenté avec les caractères Unicode suivants : 
- précomposé (Latin étendu - B, diacritiques) :

| formes    | représentations | chaînes de caractères | points de code | descriptions                                          |
| --------- | --------------- | --------------------- | -------------- | ----------------------------------------------------- |
| minuscule | ᶗ               | ᶗ                     | U+1D97         | lettre minuscule latine ɔ hameçon rétroflexe souscrit |

- décomposé et normalisé NFD (Latin étendu - B, diacritiques) :

| formes    | représentations | chaînes de caractères | points de code | descriptions                                                             |
| --------- | --------------- | --------------------- | -------------- | ------------------------------------------------------------------------ |
| minuscule | ɔ̢               | ɔ◌̢                    | U+0254 U+0322  | lettre minuscule latine o ouvert diacritique hameçon rétroflexe souscrit |